# Синиша Скелин
Синиша Скелин (14 липня 1974) — хорватський академічний веслувальник.
Срібний призер Олімпійських Ігор 2004 року в складі розпашної двійки без стернового, бронзовий призер 2000 року в складі вісімки, учасник 1996, 2008 років.
Срібний призер Чемпіонату світу 1998 (розпашні четвірки зі стерновим), 2001 (вісімки), 2003 (розпашні двійки без стернового) років, бронзовий призер 2002 року в складі розпашної двійки без стернового.